# ブルース・ゲラー
ブルース・イスラエル・ゲラー（Bruce Israel Geller, 1930年10月13日 - 1978年5月21日）は、アメリカ合衆国の脚本家、テレビプロデューサーである。

## 生涯
ニューヨーク州ニューヨークで生まれる。イェール大学を卒業後、テレビ番組の脚本家となる。
1966年に開始した、テレビドラマ『スパイ大作戦』が成功し、ゲラーはエミー賞を受賞した。番組は1973年まで続き、さらに1988年には『新スパイ大作戦』としてリメイクされるに至った。1996年にはトム・クルーズ製作・主演で『ミッション:インポッシブル』として映画化された。
1978年5月21日、飛行機事故により亡くなった。